# Baixas
Baixas [baʃas]  est une commune française située dans le nord-est du département des Pyrénées-Orientales, en région Occitanie. Sur le plan historique et culturel, la commune est dans le Roussillon, une ancienne province du royaume de France, qui a existé de 1659 jusqu'en 1790 et qui recouvrait les trois vigueries du Roussillon, du Conflent et de Cerdagne.
Exposée à un climat méditerranéen, elle est drainée par le ruisseau de la Boule, Coume Clare et par un autre cours d'eau. La commune possède un patrimoine naturel remarquable : un site Natura 2000 (les « basses Corbières ») et trois zones naturelles d'intérêt écologique, faunistique et floristique.
Baixas est une commune rurale qui compte 2 784 habitants en 2022. Elle est dans l'unité urbaine de Baixas et fait partie de l'aire d'attraction de Perpignan. Ses habitants sont appelés les Baixanencs ou  Baixanencques.

## Géographie

### Localisation
La commune de Baixas se trouve dans le département des Pyrénées-Orientales, en région Occitanie.
Elle se situe à 9 km à vol d'oiseau de Perpignan, préfecture du département, et à 5 km de Saint-Estève, bureau centralisateur du canton du Ribéral dont dépend la commune depuis 2015 pour les élections départementales.
La commune fait en outre partie du bassin de vie de Perpignan.
Les communes les plus proches sont : 
Peyrestortes (3,5 km), Espira-de-l'Agly (3,7 km), Cases-de-Pène (3,7 km), Calce (4,6 km), Saint-Estève (4,9 km), Baho (5,6 km), Rivesaltes (5,7 km), Villeneuve-la-Rivière (6,3 km).
Sur le plan historique et culturel, Baixas fait partie du pays de Roussillon, qui a existé de 1659 jusqu'à la création du département des Pyrénées-Orientales en 1790 et qui recouvrait les trois vigueries du Roussillon, du Conflent et de Cerdagne.

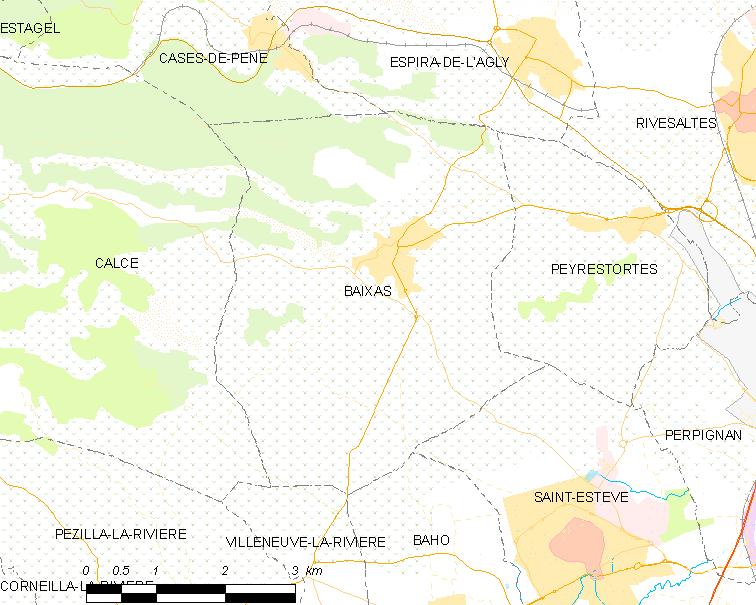
Carte de la commune.

Les communes limitrophes sont  Baho, Calce, Cases-de-Pène, Espira-de-l'Agly, Peyrestortes, Saint-Estève et Villeneuve-la-Rivière.
| Cases-de-Pène         | Espira-de-l'Agly |              |
| Calce                 | Baixas           | Peyrestortes |
| Villeneuve-la-Rivière | Baho             | Saint-Estève |

### Géologie et relief
La superficie de la commune est de 1 891 hectares. L'altitude varie entre 51 et 312 mètres. Le centre du village est à une altitude de 80 m.
La commune est classée en zone de sismicité 3, correspondant à une sismicité modérée.
Il y avait des carrières de marbre gris, ainsi que de chaux grasse et de chaux hydraulique.

### Hydrographie
- Le ruisseau de la Boule, long de 13,7 km[11].

### Climat
Pour des articles plus généraux, voir Climat de l'Occitanie et Climat des Pyrénées-Orientales.
En 2010, le climat de la commune est de type climat méditerranéen franc, selon une étude du CNRS s'appuyant sur une série de données couvrant la période 1971-2000. En 2020, Météo-France publie une typologie des climats de la France métropolitaine dans laquelle la commune est exposée à un climat méditerranéen et est dans la région climatique Provence, Languedoc-Roussillon, caractérisée par une pluviométrie faible en été, un très bon ensoleillement (2 600 h/an), un été chaud (21,5 °C), un air très sec en été, sec en toutes saisons, des vents forts (fréquence de 40 à 50 % de vents > 5 m/s) et peu de brouillards.
Pour la période 1971-2000, la température annuelle moyenne est de 14,9 °C, avec une amplitude thermique annuelle de 15,6 °C. Le cumul annuel moyen de précipitations est de 605 mm, avec 5,9 jours de précipitations en janvier et 2,7 jours en juillet. Pour la période 1991-2020, la température moyenne annuelle observée sur la station météorologique la plus proche, située sur la commune de Perpignan à 9 km à vol d'oiseau, est de 16,0 °C et le cumul annuel moyen de précipitations est de 578,3 mm,. Pour l'avenir, les paramètres climatiques de la commune estimés pour 2050 selon différents scénarios d’émission de gaz à effet de serre sont consultables sur un site dédié publié par Météo-France en novembre 2022.

### Milieux naturels et biodiversité

#### Réseau Natura 2000

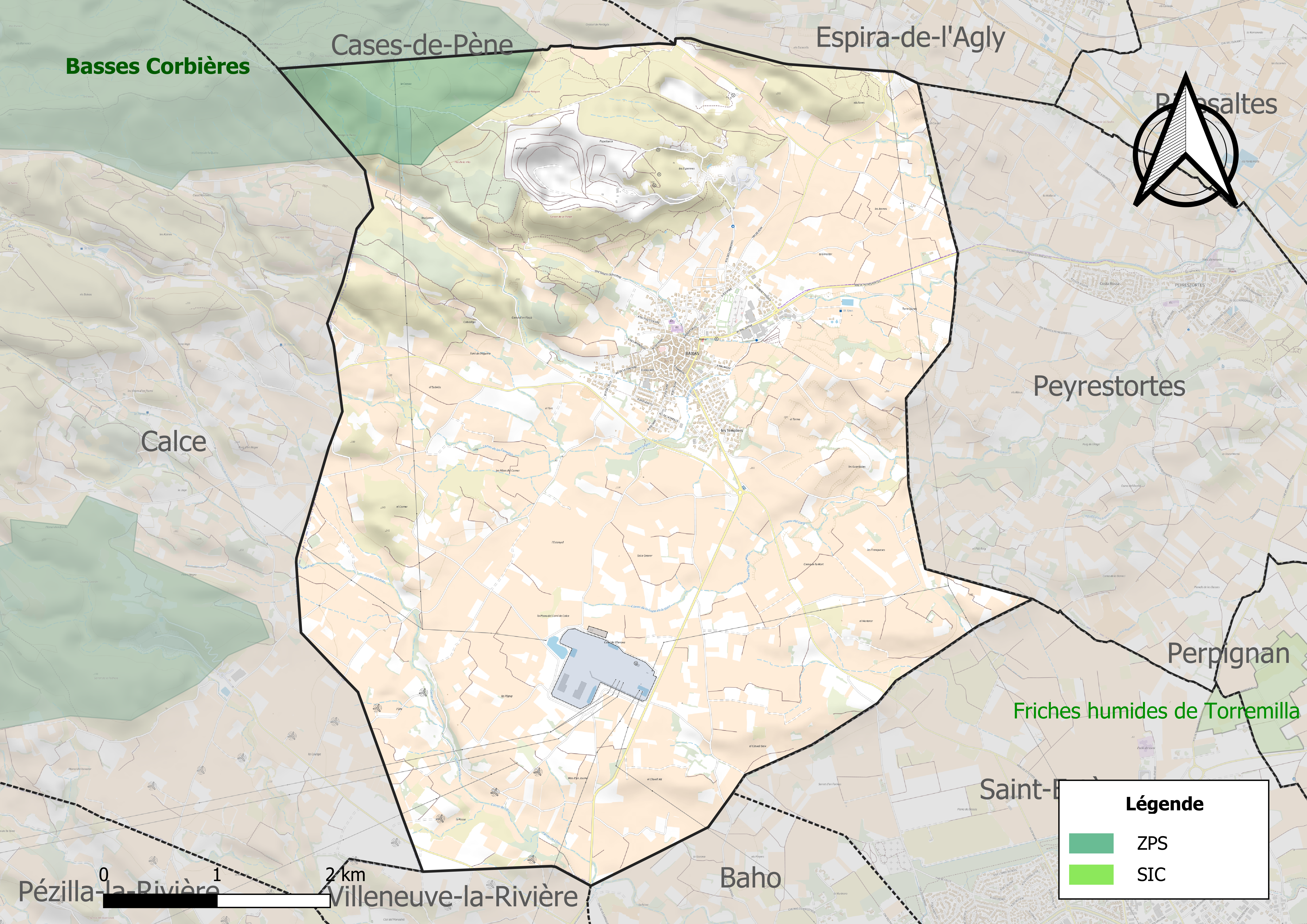
Sites Natura 2000 sur le territoire communal.

Le réseau Natura 2000 est un réseau écologique européen de sites naturels d'intérêt écologique élaboré à partir des directives habitats et oiseaux, constitué de zones spéciales de conservation (ZSC) et de zones de protection spéciale (ZPS).
Un site Natura 2000 a été défini sur la commune au titre  de la directive oiseaux : 0, d'une superficie de 29 495 ha, sont un site important pour la conservation des rapaces : l'Aigle de Bonelli, l’'Aigle royal, le 'Grand-duc d’Europe, le 'Circaète Jean-le-Blanc, le 'Faucon pèlerin, le 'Busard cendré, l’'Aigle botté.

#### Zones naturelles d'intérêt écologique, faunistique et floristique

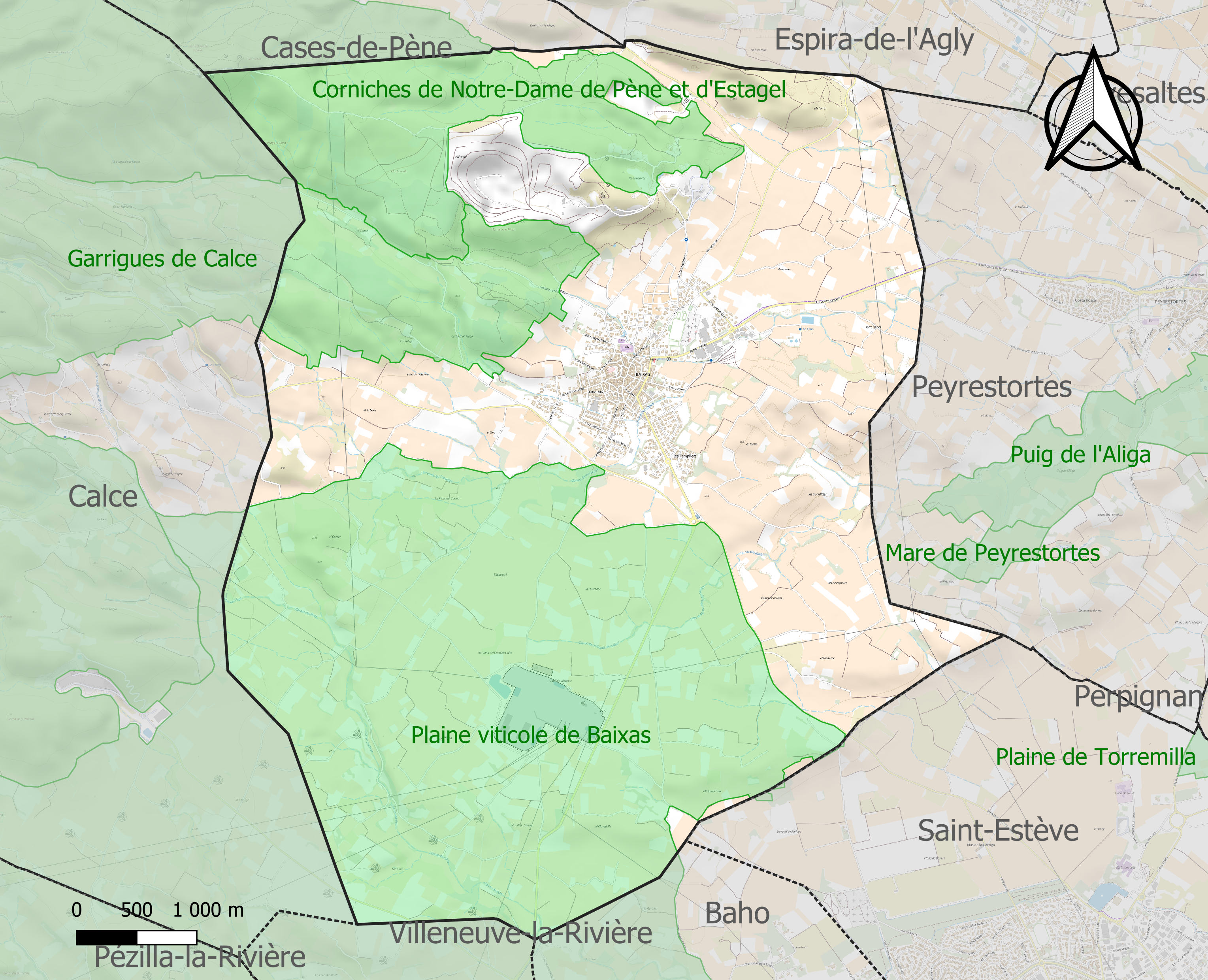
Carte des ZNIEFF de type 1 localisées sur la commune.

L’inventaire des zones naturelles d'intérêt écologique, faunistique et floristique (ZNIEFF) a pour objectif de réaliser une couverture des zones les plus intéressantes sur le plan écologique, essentiellement dans la perspective d’améliorer la connaissance du patrimoine naturel national et de fournir aux différents décideurs un outil d’aide à la prise en compte de l’environnement dans l’aménagement du territoire.
Trois ZNIEFF de type 1 sont recensées sur la commune :
- les « corniches de Notre-Dame de Pène et d'Estagel » (1 112 ha), couvrant 4 communes du département[22] ;
- les « garrigues de Calce » (1 557 ha), couvrant 3 communes du département[23],
- la « plaine viticole de Baixas » (1 939 ha), couvrant 5 communes du département[24] ;

## Urbanisme

### Typologie
Au 1er janvier 2024, Baixas est catégorisée bourg rural, selon la nouvelle grille communale de densité à sept niveaux définie par l'Insee en 2022.
Elle appartient à l'unité urbaine de Baixas, une unité urbaine monocommunale constituant une ville isolée,. Par ailleurs la commune fait partie de l'aire d'attraction de Perpignan, dont elle est une commune de la couronne,. Cette aire, qui regroupe 118 communes, est catégorisée dans les aires de 200 000 à moins de 700 000 habitants,.

### Occupation des sols
L'occupation des sols de la commune, telle qu'elle ressort de la base de données européenne d’occupation biophysique des sols Corine Land Cover (CLC), est marquée par l'importance des territoires agricoles (73,8 % en 2018), en diminution par rapport à 1990 (77 %). La répartition détaillée en 2018 est la suivante : 
cultures permanentes (72,7 %), milieux à végétation arbustive et/ou herbacée (16,8 %), mines, décharges et chantiers (4,2 %), zones urbanisées (3,7 %), zones industrielles ou commerciales et réseaux de communication (1,4 %), zones agricoles hétérogènes (1,2 %). L'évolution de l’occupation des sols de la commune et de ses infrastructures peut être observée sur les différentes représentations cartographiques du territoire : la carte de Cassini (XVIIIe siècle), la carte d'état-major (1820-1866) et les cartes ou photos aériennes de l'IGN pour la période actuelle (1950 à aujourd'hui).

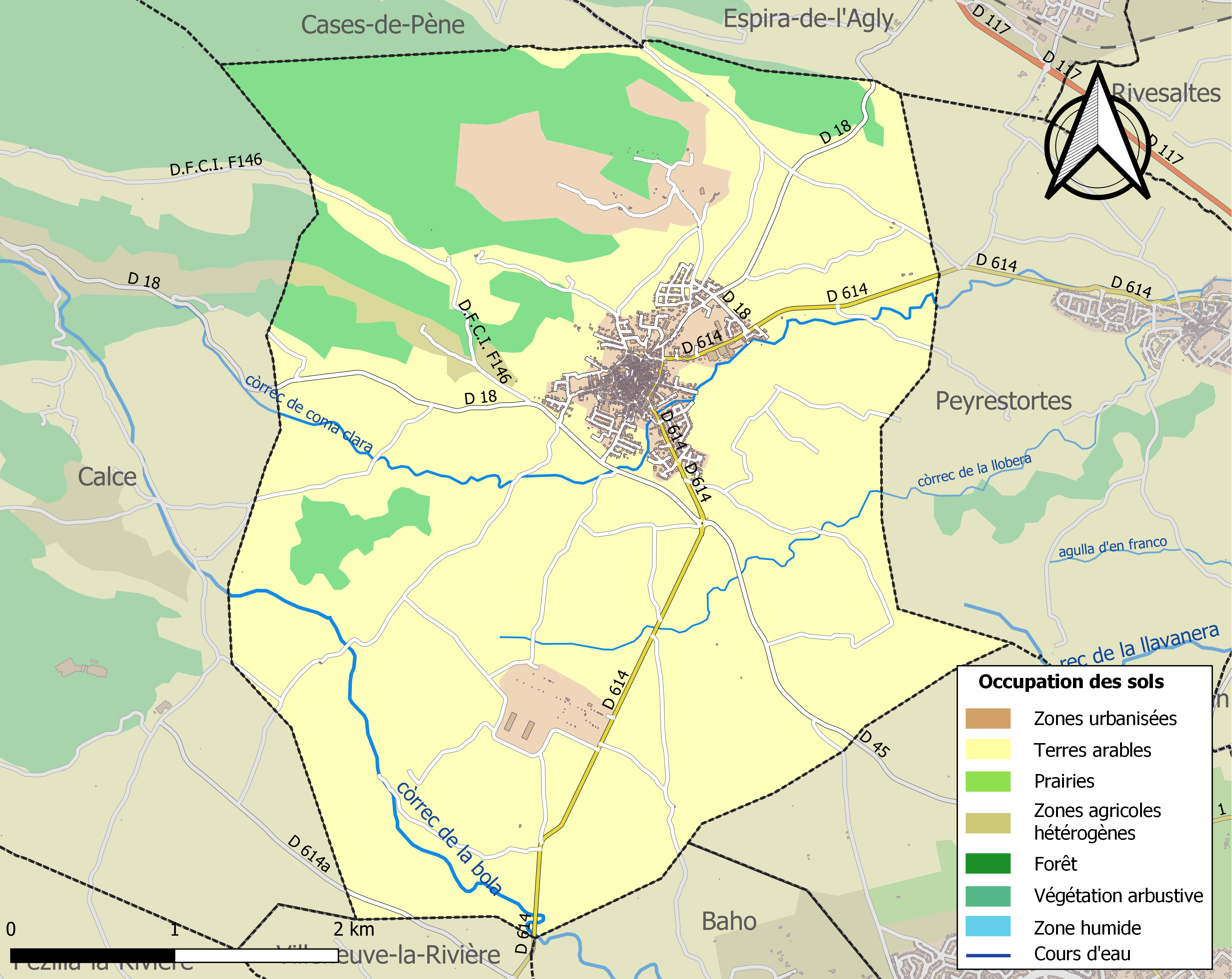
Carte des infrastructures et de l'occupation des sols de la commune en 2018 (CLC).

### Logement
En 2013, le nombre total de logements dans la commune était de 1 362.
Parmi ces logements, 83,1 % étaient des résidences principales, 4,9 % des résidences secondaires et 12 % des logements vacants.
La part des ménages propriétaires de leur résidence principale s’élevait à 70,9 %.

### Voies de communication et transports
Les lignes 6 et 14 du réseau urbain Sankéo relient la commune au centre de Perpignan, et la ligne 18 relie la commune à Calce.

### Risques majeurs
Le territoire de la commune de Baixas est vulnérable à différents aléas naturels : inondations, climatiques (grand froid ou canicule), feux de forêts, mouvements de terrains et séisme (sismicité modérée). Il est également exposé à un risque particulier, le risque radon,.

#### Risques naturels
Certaines parties du territoire communal sont susceptibles d’être affectées par le risque d’inondation par crue torrentielle de cours d'eau des bassins de l'Agly et de la Têt.
Les mouvements de terrains susceptibles de se produire sur la commune sont soit des mouvements liés au retrait-gonflement des argiles, soit des glissements de terrains, soit des effondrements liés à des cavités souterraines. Une cartographie nationale de l'aléa retrait-gonflement des argiles permet de connaître les sols argileux ou marneux susceptibles vis-à-vis de ce phénomène. L'inventaire national des cavités souterraines permet par ailleurs de localiser celles situées sur la commune.

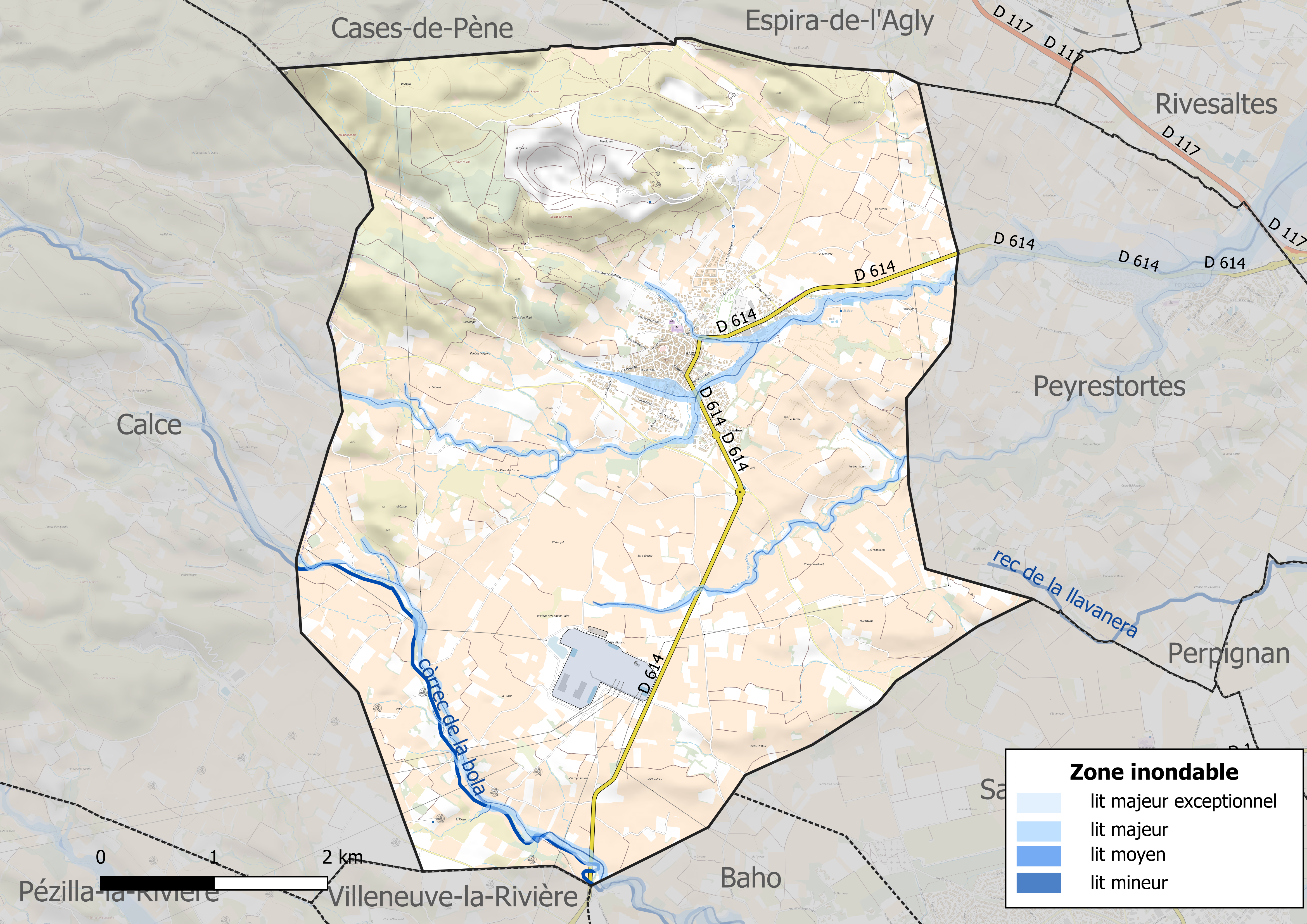
Carte des zones inondables.
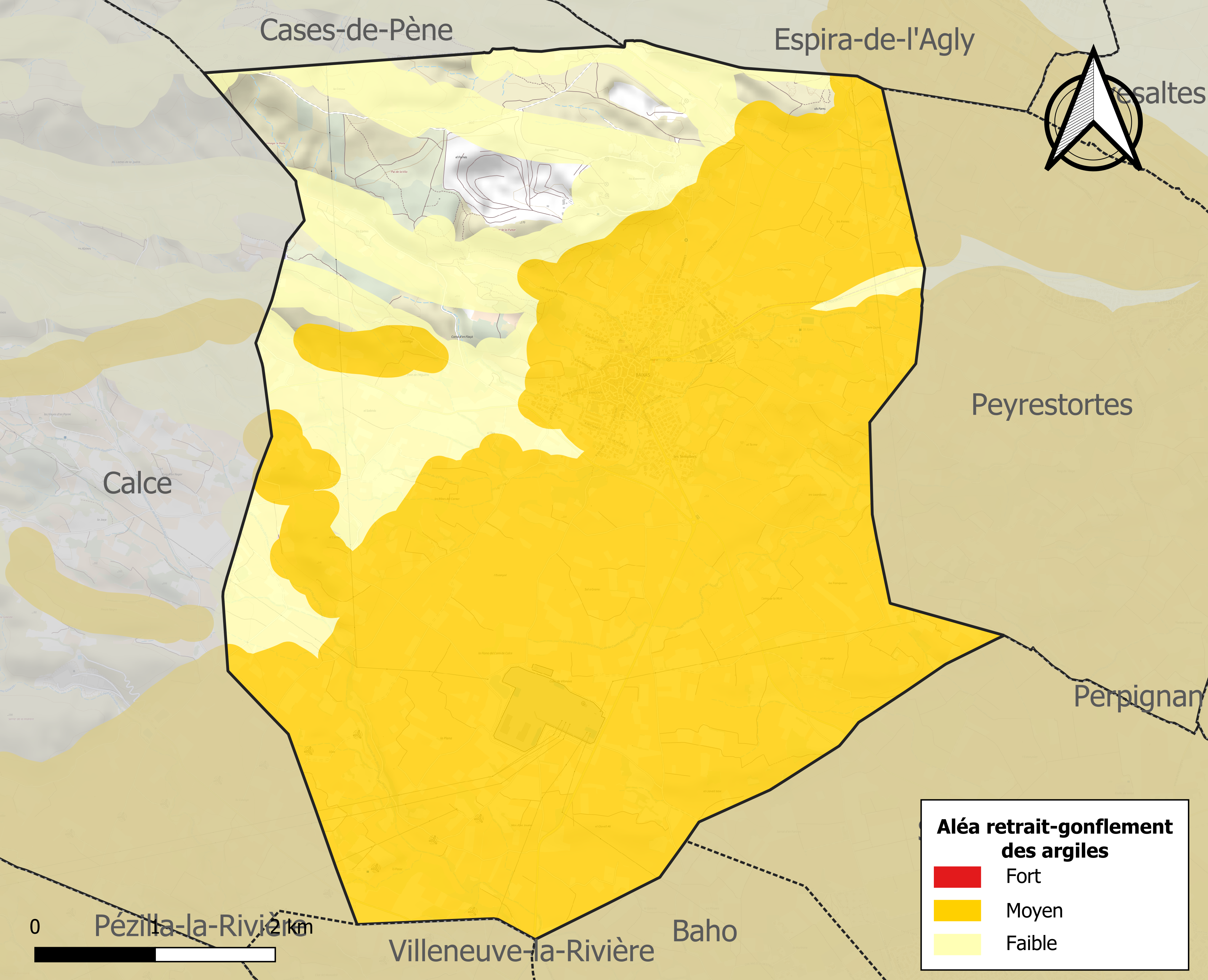
Carte des zones d'aléa retrait-gonflement des argiles.

#### Risque particulier
Dans plusieurs parties du territoire national, le radon, accumulé dans certains logements ou autres locaux, peut constituer une source significative d’exposition de la population aux rayonnements ionisants. Toutes les communes du département sont concernées par le risque radon à un niveau plus ou moins élevé. Selon la classification de 2018, la commune de Baixas est classée en zone 3, à savoir zone à potentiel radon significatif.

## Toponymie
Formes du nom
Baixas est citée dès 843 sous les noms de Baxianum et Baxianos. On trouve ensuite au Xe siècle les formes Beixanum, Bexas et Bexans, et aux XVIe et XVIIe siècles Baxas, Bexas et Baixas.
La graphie en catalan moderne est Baixàs, dont le nom en français est un calque et qui se prononce « Bachass ».
Étymologie
Le nom de Baixas a pour origine un nom domanial latin (gentilice), Bassius ou Baccius, suivi du suffixe possessif -anum.

## Histoire
(juillet 2010).
Si vous disposez d'ouvrages ou d'articles de référence ou si vous connaissez des sites web de qualité traitant du thème abordé ici, merci de compléter l'article en donnant les références utiles à sa vérifiabilité et en les liant à la section « Notes et références ».

### Préhistoire et Antiquité
L'aven de la Cova de l'Amaga la Dona, situé au nord-ouest de la commune et découvert en 1976, révèle des vestiges de l'Âge du cuivre, datés de 1 800 ans av. J.-C., et incluant notamment les restes d'au moins 52 individus ainsi que des silex, des parures diverses et des fragments de vases campaniformes.

### Moyen Âge
Le lieu de Baixas est cité en 901 parmi les possessions que Leudovinus, ex-vicomte de Narbonne destitué en 878, et son épouse Arsinde cèdent à leurs enfants. Après la mort de Leudovinus, Arsinde et ses enfants vendent Baixas et son église en 925 à l'évêque d'Elne. Le chapitre d'Elne en reste propriétaire jusqu'à la Révolution française.
Au Xe siècle, on cite une villa gallo-romaine (ferme fortifiée accolée à une église) appelée Baissare (le lieu bas). En 925 le village est entouré d'une petite fortification et l’église romane consacrée à saint Étienne.
Au XIIe siècle, l'église initiale est remplacée par une autre, de style roman, placée sous le patronage de Sainte Marie, reconstruite au XIVe siècle puis agrandie au fil des siècles. En 1672, elle est dotée d’un retable maître-autel de 17 mètres de haut entièrement doré à l’or fin en 1698 et considéré actuellement comme une œuvre majeure de l’art baroque. Baixas était le siège de l’un des 5 dignitaires du chapitre d'Elne, qui possédait des Palau e casa, (château et maison). Les quatre autres habitaient à Bages, Elne, Saleilles et Trouillas.
Lieu de passage des armées empruntant le col de la Dona, sous l’impulsion de Jacques Ier d'Aragon, vers 1245-1246, Baixas désormais entouré d’un second rempart avec des tours et des portes à pont-levis, solidement protégé se développe.
En 1376 eut lieu un conflit entre les responsables du Chapitre et le viguier du Roussillon. Ce dernier fit détruire le carcan et les fourches patibulaires du village.
En 1438, les baixanenchs, se soulevèrent contre le Batlle et les consuls qu'ils menaçaient de mettre à mort. Une fois l'émeute terminée, la justice se chargea des représailles. Mais elle s'enraya à cause de la lutte entre le lieutenant du gouverneur du Roussillon, et le procureur du chapitre d'Elne, sauvant ainsi les meneurs de la pendaison.

### Période contemporaine
Par la suite l’histoire du village est liée à la pierre et de la vigne :
- le marbre de Baixas, dont la couleur oscille entre le blanc et le bleu, a très tôt été exploité pour sa grande qualité, et orne de nombreux monuments, du palais des rois de Majorque de Perpignan jusqu’au Sanctuaire de l’Immaculée Conception de Washington ;

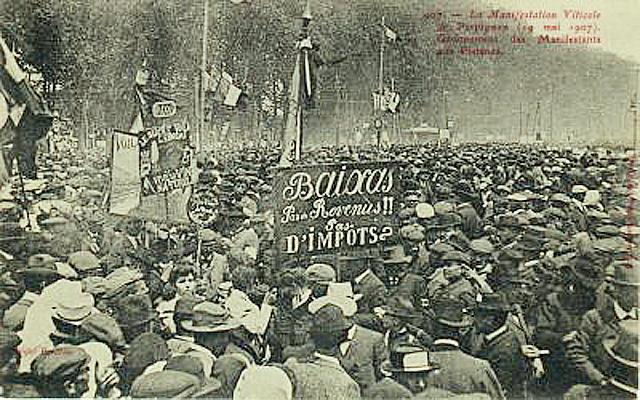
À Perpignan, le 19 mai 1907, regroupement des manifestants aux Platanes, au premier plan la délégation de Baixas.

Les vendanges 1906 avaient été désastreuses dans tout le Roussillon. Ce qui n'empêchaient pas la chute des cours du vin. Des familles vigneronnes se heurtaient à des difficultés financières telles qu'elles ne pouvaient plus payer l'impôt. Informé, le gouvernement donna ordre de faire intervenir les huissiers. Le village de Baixas fut le premier à se révolter au début de l'année 1907.
Le 18 février, il reçut le soutien de Marcelin Albert, qui envoya un télégramme à Georges Clemenceau. Quant à Joseph Tarrius, viticulteur et pharmacien à Baixas, il fait parvenir au gouvernement une pétition signée des habitants du village. Il y est précisé que le seul impôt que les contribuables puissent encore payer est celui du sang. Alors que les défilés de protestations s'étaient multipliés dans les villes et villages, préfectures et sous-préfectures accueillirent les manifestations viticoles. Le 19 mai, à Perpignan 170 à 200 000 personnes défilent dans la ville. La manifestation se déroule sans incidents graves,.
Dans les départements du Gard, de l'Hérault, de l'Aude et des Pyrénées-Orientales, les conseils municipaux démissionnent collectivement - il y en aura jusqu'à 600 - certains appellent à la grève de l'impôt. La situation devient de plus en plus tendues, les viticulteurs furieux attaquent perceptions, préfectures et sous-préfectures. Le 20 juin, la tension monte encore. À Perpignan, la préfecture est pillée et incendiée. Le préfet David Dautresme doit se réfugier sur le toit.
Depuis 1956, les vignes classées en appellation d’origine contrôlée, produisent en particulier du muscat de Rivesaltes, du côtes du Roussillon et du côtes-du-Roussillon villages.

## Politique et administration

### Canton
En 1790, la commune de Baixas est incluse dans le canton de Pézilla puis, dès 1801, dans le canton de Rivesaltes. Elle est ensuite rattachée en 1985 au canton de Saint-Estève, qu'elle ne quitte plus par la suite.
À compter des élections départementales de 2015, la commune de Baixas rejoint le nouveau canton du Ribéral.

### Liste des maires

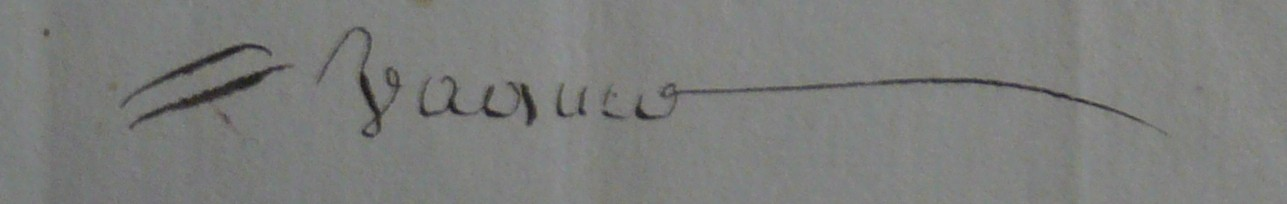
Signature du maire Vaquer en 1815.

| Période   | Période   | Identité         | Étiquette                | Qualité |
| --------- | --------- | ---------------- | ------------------------ | --- |
|           |           |                  |                          | |
| ?         | juin 1815 | Vaquer           |                          | |
| juin 1815 | ?         | Honoré Tarrieux  |                          | |
|           |           |                  |                          | |
| 1896      | 1904      | Désiré Bobo      |                          | |
| 1904      | 1919      | Henri Thomas     |                          | |
| 1919      | 1925      | Jules Bonzoms    |                          | |
| 1925      | 1944      | Jacques Frigola  |                          | |
| 1944      | 1947      | Robert Cantier   |                          | |
| 1947      | 1959      | Georges Bobo     |                          | |
| 1959      | 1971      | Servais Bobo     |                          | |
| mars 1971 | juin 1995 | Robert Frigola   |                          | |
| juin 1995 | mars 2001 | Roger Torreilles | UDF-DL                   | Viticulteur et enseignant Conseiller régional de Languedoc-Roussillon (1998 → 2004)                                                                  |
| mars 2001 | En cours  | Gilles Foxonet   | RPR puis UMP-LR puis LDP | Viticulteur 10e vice-président de Perpignan Méditerranée Métropole Conseiller départemental suppléant Suppléant de la députée RN Sandrine Dogor-Such |

## Population et société

### Démographie

#### Démographie ancienne
La population est exprimée en nombre de feux (f) ou d'habitants (H).
| 1358  | 1365  | 1378  | 1424 | 1470 | 1515 | 1553 | 1643 | 1709  |
| ----- | ----- | ----- | ---- | ---- | ---- | ---- | ---- | ----- |
| 190 f | 198 f | 164 f | 83 f | 82 f | 79 f | 46 f | 92 f | 156 f |

| 1720  | 1730  | 1755  | 1765  | 1767  | 1774  | 1789  | 1790    | - |
| ----- | ----- | ----- | ----- | ----- | ----- | ----- | ------- | - |
| 189 f | 187 f | 231 f | 400 H | 927 H | 187 f | 266 f | 1 120 H | - |

#### Démographie contemporaine
L'évolution du nombre d'habitants est connue à travers les recensements de la population effectués dans la commune depuis 1793. Pour les communes de moins de 10 000 habitants, une enquête de recensement portant sur toute la population est réalisée tous les cinq ans, les populations de référence des années intermédiaires étant quant à elles estimées par interpolation ou extrapolation. Pour la commune, le premier recensement exhaustif entrant dans le cadre du nouveau dispositif a été réalisé en 2006.

En 2022, la commune comptait 2 784 habitants, en évolution de +9,35 % par rapport à 2016 (Pyrénées-Orientales : +3,92 %, France hors Mayotte : +2,11 %).
| 1793  | 1800  | 1806  | 1821  | 1831  | 1836  | 1841  | 1846  | 1851  |
| ----- | ----- | ----- | ----- | ----- | ----- | ----- | ----- | ----- |
| 1 173 | 1 337 | 1 534 | 1 761 | 1 840 | 1 959 | 1 978 | 2 052 | 2 132 |

| 1856  | 1861  | 1866  | 1872  | 1876  | 1881  | 1886  | 1891  | 1896  |
| ----- | ----- | ----- | ----- | ----- | ----- | ----- | ----- | ----- |
| 2 201 | 2 344 | 2 621 | 2 735 | 2 932 | 3 233 | 2 899 | 2 663 | 2 510 |

| 1901  | 1906  | 1911  | 1921  | 1926  | 1931  | 1936  | 1946  | 1954  |
| ----- | ----- | ----- | ----- | ----- | ----- | ----- | ----- | ----- |
| 2 600 | 2 556 | 2 524 | 2 236 | 1 918 | 1 876 | 1 847 | 1 766 | 1 753 |

| 1962  | 1968  | 1975  | 1982  | 1990  | 1999  | 2006  | 2011  | 2016  |
| ----- | ----- | ----- | ----- | ----- | ----- | ----- | ----- | ----- |
| 1 995 | 2 057 | 1 969 | 2 104 | 2 027 | 2 217 | 2 396 | 2 567 | 2 546 |

| 2021  | 2022  | - | - | - | - | - | - | - |
| ----- | ----- | - | - | - | - | - | - | - |
| 2 727 | 2 784 | - | - | - | - | - | - | - |

| selon la population municipale des années : | 1968 | 1975 | 1982 | 1990 | 1999 | 2006 | 2009 | 2013 |
| Rang de la commune dans le département      | 28   | 32   | 29   | 45   | 44   | 46   | 46   | 47   |
| Nombre de communes du département           | 232  | 217  | 220  | 225  | 226  | 226  | 226  | 226  |

### Manifestations culturelles et festivités
- Fête patronale : 8 septembre ;
- Fête communale : 25 novembre[49].

### Sports
Baixas possède des associations sportives de tennis, football, rugby à XIII et rugby à XV.

#### Rugby à XV
Le Baixas athletic club fondé en 1920, fusionne avec le Espira sporting club en 1968 devenant l’ESC BAC. À partir de 1985, l’ESC BAC accueille l'Association sportive de Peyrestortes et devient ESC-BAC-ASP.
- 1969 : l'ESC-BAC remporte son premier titre de champion du comité du Roussillon, et participe au championnat de France de rugby à XV de 3e série.
- 1981 : l'ESC-BAC est champion de France de rugby à XV de 1re série en battant le rugby club de Rillieux 16 à 11[50]
- 1990 : l’ESC-BAC est champion de France de rugby à XV de 2e série en battant le Stade Bizanet 15 à 7.
- 2010 : l'ESC-BAC-ASP est champion de France de rugby à XV de 3e série en battant l’ASPTT Bordeaux 21 à 16[51].
- Malgré une défaite en 32e de finale du championnat de France Honneur 2014-2015, contre le Stade Maubourguet (14-22)[52] l'ESC-BAC-ASP gagne le droit de jouer la saison suivante en 3e division fédérale.

## Économie

### Revenus
En 2018, la commune compte 1 151 ménages fiscaux, regroupant 2 566 personnes. La médiane du revenu disponible par unité de consommation est de 19 330 € (19 350 € dans le département). 40 % des ménages fiscaux sont imposés (42,1 % dans le département).

### Emploi
|                | 2008   | 2013   | 2018   |
| -------------- | ------ | ------ | ------ |
| Commune        | 10 %   | 10,4 % | 13,4 % |
| Département    | 10,3 % | 12,9 % | 13,3 % |
| France entière | 8,3 %  | 10 %   | 10 %   |

En 2018, la population âgée de 15 à 64 ans s'élève à 1 669 personnes, parmi lesquelles on compte 76,1 % d'actifs (62,7 % ayant un emploi et 13,4 % de chômeurs) et 23,9 % d'inactifs,. En  2018, le taux de chômage communal (au sens du recensement) des 15-64 ans est supérieur à celui de la France et du département, alors qu'il était inférieur à celui du département en 2008.
La commune fait partie de la couronne de l'aire d'attraction de Perpignan, du fait qu'au moins 15 % des actifs travaillent dans le pôle,. Elle compte 385 emplois en 2018, contre 411 en 2013 et 453 en 2008. Le nombre d'actifs ayant un emploi résidant dans la commune est de 1 053, soit un indicateur de concentration d'emploi de 36,5 % et un taux d'activité parmi les 15 ans ou plus de 59,3 %.
Sur ces 1 053 actifs de 15 ans ou plus ayant un emploi, 254 travaillent dans la commune, soit 24 % des habitants. Pour se rendre au travail, 86,4 % des habitants utilisent un véhicule personnel ou de fonction à quatre roues, 2,7 % les transports en commun, 7,7 % s'y rendent en deux-roues, à vélo ou à pied et 3,1 % n'ont pas besoin de transport (travail au domicile).

### Revenus de la population et fiscalité
Le nombre de ménages fiscaux en 2013 était de 1 099 et la médiane du revenu disponible par unité de consommation de 17 544 €.

### Emploi
En 2013, le nombre total d'emplois au lieu de travail était de 411.
Le taux d’emploi annuel moyen (âges et sexes confondus) a été de 64,4 %. Pour cette période, le taux d’activité de la population âgée de 15 à 64 ans s'élevait à 74,8 % contre un taux de chômage de 19,9 %.

### Entreprises et commerces
En 2015, le nombre d’établissements actifs était de 228 dont 79 dans l’agriculture-sylviculture-pêche, 14 dans l'industrie, 29 dans la construction, 82 dans le commerce-transports-services divers et 24 étaient relatifs au secteur administratif.
Cette même année, 18 entreprises ont été créées, dont 17 par des Auto-entrepreneurs.
La production de vin de qualité existe de longue date à Baixas, et son muscat est célèbre dès le Moyen Âge.

### Infrastructures
Sur le territoire de la commune de Baixas se trouve l'une des extrémités d'une interconnexion électrique à très haute tension (320 kV) en courant continu, reliant la France et l'Espagne, mise en service en 2015 ; l'autre extrémité se situant à Santa Llogaia, près de Figueras, en Catalogne.

## Culture locale et patrimoine

### Monuments et lieux touristiques
- Église de la Nativité-de-Notre-Dame de Baixas (XIIe siècle-XIVe siècle), et son retable baroque, l'un des plus remarquables du département des Pyrénées-Orientales ( Classé MH (1982)[54]). Plusieurs objets sont référencés dans la base Palissy (voir les notices liées)[54].
- Les fortifications des XIIIe et XIVe siècles (5 tours rondes et les 8 portes)
- Le village avec ses ruelles étroites, minuscules et tortueuses, quasiment impraticables aux voitures, et ses maisons médiévales.
- L'ermitage Sainte Catherine
- Chapelle du cimetière de Baixas.
- Baixas étant le premier producteur de Muscat de Rivesaltes, il est intéressant de visiter ses caves produisant en particulier :
  - du Muscat de Rivesaltes,
  - du Côtes du Roussillon
  - du Côtes-du-Roussillon villages.

### Personnalités liées à la commune
- Jean Justin Girbeau (1870-1963) : religieux né à Baixas, évêque de Nîmes de 1924 à 1963.
- Serge Torreilles (1931-) : joueur de rugby à XV, né à Baixas
- Andrzej Szpilman (1956-) : compositeur polonais résidant à Baixas.
- Bernard Goutta (1972-) : joueur de rugby à XV, a joué à l'ESC BAC en minimes.

### Héraldique
| Armes de Baixas | Les armes peuvent se blasonner ainsi : Parti de gueules au sautoir d'or et d'argent plain. |